# لیکیه‌ای‌ها
لیقیه‌ای‌ها یا لیکیه‌ای‌ها ساکنان کهن کشور باستانی لیقیه بودند.
برپایهٔ گزارش هرودوت اصل آنان از کرت بوده و پیروان سارپدون-پسر زئوس- بوده‌اند. مینوسی‌ها آنان را رانده‌بودند و لیقیه‌ای‌ها به ناچار در آسیای کوچک جاگیر شدند. نام لیقیه و مردمانش هم از نام لوکوس -چهرهٔ افسانه‌ای یونان- گرفته شده‌است. 
آیین‌های لیقیه‌اییان هم اثرگرفته از کرت بود و هم از کاریا. نمونه‌ای از رسم‌های آنان خواندن فرزند به نام مادر به جای نام پدر بود. لیقیه‌ای‌ها مردمانی هندواروپایی بوده‌اند.